# Línea 85 (Córdoba)
La Línea 85, es una línea de transporte urbano de pasajeros de la ciudad de Córdoba, Argentina. El servicio está actualmente operado por la empresa TAMSE.
La línea 85 fue inaugurado el 1 de marzo de 2014 por la implementación del nuevo sistema de transporte público y operada por ERSA Urbano. El 30 de septiembre de 2021, la Municipalidad de la ciudad le quita a Ersa los corredores 3 y 8 y pasan a manos de TAMSE y Coniferal donde actualmente opera.

## Recorrido
De Barrio Coronel Olmedo al Área Central.
 Servicio diurno.
Ida:  Av. 11 de septiembre – Av. Muñecas – Carlos Forest – Hermanos Wagner – Ángel Salvadores – Av. Orellana (El Quebracho) – Juan Amadeo Baldrich – Hermanos Wagner – Av. 11 de Septiembre – De Las Leyes Agrarias – Rotonda Cárcano – De Las Leyes Agrarias – Av. 11 de Septiembre – Cruza Av. Circunvalación – Av. 11 de Septiembre – Juan Jufre (Ingreso B° Vipro) – hasta Iglesia – dobla a la izquierda en Calle Pública – una cuadra, dobla a la izquierda en Calle Pública – 4 cuadras hasta Calle Pública, dobla a la izquierda – una cuadra, dobla a la derecha – Juan Jufre – Av. 11 de septiembre – Av. Malagueño- Av. Pilar – Tandil – Morón – Av. Malagueño – Av. Revolución de Mayo – Av. Madrid – Bajada Pucará – Av. Sabattini – Bv. Illia – Bv. Chacabuco – Av. Maipú hasta Sarmiento.
Regreso: Sarmiento – Humberto Primo – N. Avellaneda – Av. Colón – Av. Emilio Olmos – Salta – Obispo Salguero – Bv. Illia – Av. Sabattini – Bajada Pucará – Av. Revolución de Mayo – Huascha – Av. Baradero – Morón- Tapalqué – Av. Pilar – Av. Malagueño – Av. 11 de Septiembre – Juan Jufre (Ingreso B° Vipro) – una cuadra, dobla a la izquierda – Calle Pública, una cuadra, dobla a la derecha – Calle Pública 4 cuadras, dobla a la derecha – Calle Pública una cuadra, dobla a la derecha – Juan Jufre – Av. 11 de Septiembre – cruza Av. Circunvalación – Av. 11 de Septiembre – De Las Leyes Agrarias – Rotonda Cárcano – De Las Leyes Agrarias – Av. 11 de Septiembre – Hermanos Wagner – Juan Amadeo Baldrich – Av. Orellana (El Quebracho) – Ángel A. Salvadores – Av. Muñecas – Av. 11 de Septiembre – hasta Punta de Línea.